# Привличане (албум)
„Привличане“ е четвъртият студиен и третият самостоятелен албум на певицата Камелия Тодорова. Издаден е през 1996 г. от звукозаписната компания „Маркос Мюзик“.
Албумът е записан съвместно с ФСБ и е издаден на аудиокасета и компактдиск със съответните каталожни номера: MM 20 331-1 и MM 20 331-2. Негов продуцент е Камелия Тодорова, а мастерингът е дело на Румен Бояджиев.
„Привличане“ е разделен на две части – българо- и англоезична, което си проличава най-ясно при аудиокасетата, където песните са разпределени съответно от двете страни поравно.
Към песните „Но дали…“, „Синьо“, „На колене“ и „Самота“ са заснети видеоклипове.

### Компактдиск (MM 20 331-2)
1. Но дали… – 4:23 – (текст: Даниела Кузманова – музика: Камелия Тодорова, Димитър Паскалев – аранжимент: Константин Цеков)
2. Въпроси – 3:55 – (текст: Живка Шопова – музика и аранжимент: Константин Цеков)
3. Двубой – 4:38 – (текст: Даниела Кузманова – музика и аранжимент: Румен Бояджиев)
4. Синьо – 4:45 – (текст: Живка Шопова – музика: Камелия Тодорова – аранжимент: Константин Цеков)
5. На колене – 4:51 – (текст: Даниела Кузманова – музика и аранжимент: Румен Бояджиев)
6. Самота – 4:42 – (текст: Михаил Белчев – музика: Александър Миладинов – аранжимент: Константин Цеков)
7. Panis angelicus – 3:37 – (текст и музика: Тома Аквински – аранжимент: Константин Цеков) (дует с Христина Ангелакова)
8. If You Don't Know Me by Now – 3:15 – (текст и музика: Кени Гамбъл, Лион Хъф – аранжимент: Камелия Тодорова)
9. Love Takes Time – 3:35 – (текст и музика: Марая Кери, Бен Маргюлийз – аранжимент: Константин Цеков)
10. Do Right Woman, Do Right Man – 3:50 – (текст и музика: Чипс Моумън, Дан Пен – аранжимент: Константин Цеков)
11. Where Do Broken Hearts Go – 4:32 – (текст и музика: Франк Уилдхорн, Чък Джаксън – аранжимент: Камелия Тодорова)
12. Ain't No Way – 5:08 – (текст и музика: Керълин Франклин – аранжимент: Димитър Гетов)
13. Don't Break My Heart and Soul – 4:24 – (текст: Камелия Тодорова – музика: Камелия Тодорова, Димитър Паскалев – аранжимент: Константин Цеков)

### Аудиокасета (MM 20331-1)
Страна А е изцяло с песни на български, а страна Б – с песни на английски език, повечето от които са кавъри – с изключение на Don't Break My Heart and Soul.

#### Страна А
1. Но дали… – 4:23
2. Въпроси – 3:55
3. Двубой – 4:38
4. Синьо – 4:45
5. На колене – 4:51
6. Самота – 4:42

#### Страна Б
1. If You Don't Know Me by Now – 3:25
2. Love Takes Time – 3:35
3. Do Right Woman, Do Right Man – 3:50
4. Where Do Broken Hearts Go – 4:32
5. Ain't No Way – 5:08
6. Don't Break My Heart and Soul – 4:24

## Кавъри
Албумът се състои от 6 кавъра:
- Panis angelicus – религиозна песен, чийто текст представлява последната строфа от химна Sacris solemniis, написан от Тома Аквински. През 1872 г. композиторът Сезар Франк приспособява последната част на химна за тенор и я включва в своята Messe à troix voix („Литургия за три гласа“).
- If You Don't Know Me by Now – първо изпълнение: „Харълд Мелвин енд дъ Блу Ноутс“ от 1972 г., но следва аранжимента на изпълнението на „Симпли Ред“ от 1989 г.
- Love Takes Time – първо изпълнение: Марая Кери, включено в албума ѝ Mariah Carey от 1990 г.
- Do Right Woman, Do Right Man – първо изпълнение: Арита Франклин, включено в албума ѝ I Never Loved a Man the Way I Love You от 1967 г.
- Where Do Broken Hearts Go – първо изпълнение: Уитни Хюстън, включено в албума ѝ Whitney от 1987 г.
- Ain't No Way – първо изпълнение: Арита Франклин, включено в албума ѝ Lady Soul от 1968 г.

## Екип
Указаните тук номера се отнасят за компактдиска.
- Смесване:
  - Ивайло Крайчовски (1, 2, 4, 6, 7, 9, 10, 13)
  - Румен Бояджиев (3, 5)
  - Ивайло Янев (8, 11, 12)
- Беквокали:
  - Елена Папазова (1, 4, 8, 9, 10, 11, 13)
  - Румяна Никова (1, 4, 6, 8, 9, 10, 11, 13)
  - Камелия Тодорова (1, 3, 4, 5, 6, 8, 9, 10, 11, 12, 13)
  - Румен Бояджиев (3, 5)
  - Даниела Петкова (12)
  - Таня Боева (12)
  - Снежана Славкова (12)
- Китара: Иван Лечев (1, 2, 4, 13)
- Саксофон: Венко Захариев (6)
- Графично оформление: Иво Христов
- Фотография: Гроздан Грозев
- Мастеринг: Румен Бояджиев
- Продуцент: Камелия Тодорова

Записите са осъществени в следните студиа:
- ФСБ (1, 2, 4, 6, 7, 9, 10, 13)
- „Контрапункти“ (3, 5)
- „Зала 5“ на НДК (8, 11, 12)